# گوستاف روسنکویست
گوستاف روسنکویست (انگلیسی: Gustaf Rosenquist؛ ۱۰ سپتامبر ۱۸۸۷ – ۲۲ دسامبر ۱۹۶۱) ژیمناست هنری اهل سوئد بود.
وی در مسابقات کشوری و بین‌المللی در مجموع برندهٔ ۱ مدال طلا شده‌است.